# Catocala connexa
Catocala connexa là một loài bướm đêm thuộc họ Erebidae. Nó được tìm thấy ở Nhật Bản.
Sải cánh dài 50–57 mm.